# Zuidelijk Federaal District
Het Zuidelijk Federaal District (Russisch: Южный федеральный округ; Joezjnyj federalnyj okroeg) is een van de acht federale districten van Rusland. Het bestuurlijke centrum is Rostov aan de Don. Oorspronkelijk heette het district Noordelijke Kaukasus, maar op 23 juni 2000 werd de naam door president Poetin veranderd omdat de gouverneur van de oblast Wolgograd, Nikolaj Maksjoeta, had geklaagd dat zijn oblast niet tot de Noordelijke Kaukasus behoort. Hetzelfde geldt overigens voor Kalmukkië en oblast Astrachan. Begin 2010 werden de Noord-Kaukasische deelrepublieken Kabardië-Balkarië, Noord-Ossetië, Karatsjaj-Tsjerkessië, Ingoesjetië, Tsjetsjenië en Dagestan, alsook de kraj Stavropol afgesplitst van dit federaal district als het federaal district Noordelijke Kaukasus, waardoor het federaal district aanzienlijk kleiner werd. 
In juli 2016 werd het federaal district Krim toegevoegd aan het Zuidelijk Federaal District.

## Geografie
Het district ligt grotendeels op de Pontisch-Kaspische Steppe. Het district grenst binnen Rusland aan het Centraal Federaal District, federaal district Wolga en het federaal district Noordelijke Kaukasus. Het heeft landgrenzen met Georgië, Kazachstan en Oekraïne en is zowel aan de Kaspische Zee als aan de Zwarte Zee gelegen.

## Bestuurlijke indeling
| Nr. | Vlag | Gebied               | Type           | Bestuurlijk centrum | Oppervlakte (km²) | Inwoners (c. 2002) |  |
| 1   |      | Adygea               | aut. republiek | Majkop              | 7798,4            | 447.109            |  |
| 2   |      | Astrachan            | oblast         | Astrachan           | 47.235,9          | 1.005.276          |  |
| 3   |      | Wolgograd            | oblast         | Wolgograd           | 113.023,0         | 2.699.223          |  |
| 4   |      | Kalmukkië            | aut. republiek | Elista              | 74.721,3          | 292.410            |  |
| 5   |      | Krasnodar            | kraj           | Krasnodar           | 75.723,7          | 5.125.221          |  |
| 6   |      | de Krim (betwist)    | aut. republiek | Simferopol          | 26.100            | 1.966.801          |  |
| 7   |      | Rostov               | oblast         | Rostov aan de Don   | 101.126,9         | 4.404.014          |  |
| 8   |      | Sebastopol (betwist) | fed. stad      | Sebastopol          | 900               | 379.200            |  |

Centraal · Noordelijke Kaukasus  · Noordwest · Oeral · Siberië · Verre Oosten · Wolga · Zuid